# Valère Verheust
Valère Verheust, né à Courtrai, le 28 février 1841 et mort dans la même ville le 21 mars 1881, est un peintre belge connu pour ses représentations animalières.
Il expose à quatre Salons triennaux en Belgique et à plusieurs expositions en France.
Ses œuvres sont conservées au Musée Broel à Courtrai, jusqu'à la fermeture de l'institution en 2014.

## Biographie

### Famille
Valère (Valère Victor) Verheust, né rue de Tournai à Courtrai le 28 février 1841, est le fils de Pierre Jean Verheust (1811-1880), fabricant de tabacs, et de Louise Sophie Vandale (1811-1892), mariés à Courtrai le 8 août 1838. 
Le 28 octobre 1863, Valère Verheust épouse à Courtrai Léontine Mathilde Vandeginste (née à Zwevegem le 9 août 1843). Le couple a trois enfants : Robert (1864-1889), Vitalie (1865) et Adolphe (1867).

### Formation
Valère Verheust est l'élève d'Edouard Woutermaertens, jadis élève de Louis Robbe, ce dernier étant le plus célèbre des nombreux peintres animaliers que compte la ville de Courtrai.

### Carrière
Après avoir exposé ses premières œuvres à Courtrai en 1865 et au Salon de Gand de la même année, Valère Velghe participe à quatre autres salons triennaux belges, de même qu'à deux expositions des beaux-arts à Lille et à Boulogne-sur-Mer. Dès 1874, sa santé devenue délétère le contraint de renoncer à son art.
Valère Verheust meurt, à l'âge de 40 ans, à son domicile, rue du Marché aux grains no 28 à Courtrai, le 21 mars 1881.

## Œuvre

### Caractéristiques
Son champ pictural couvre les représentations animalières : essentiellement des moutons et des vaches, parfois un âne, voire un chien étoffant une scène pastorale.
Signe : Verheust

### Expositions

#### Belgique
- Exposition des beaux-arts de Courtrai en 1865 : Les Moutons[4].
- Salon de Gand (XXVIe) de 1865 : Les Moutons[5].
- Exposition des beaux-arts de Bruges de 1866[4].
- Salon de Gand (XXVIIe) de 1868 : Vaches et veaux dans la prairie[6].
- Salon d'Anvers de 1870 : Moutons en repos[7].
- Salon de Gand (XXVIIIe) de 1871 : Les Bonnes mères[8].
- Salon de Bruxelles de 1872 : Étude d'après nature[9].
- Exposition des beaux-arts de Courtrai en 1874 : Moutons[4].

#### France
- Exposition de la Société des beaux-arts de Boulogne-sur-Mer en 1866 : Troupeau de moutons[4].
- Exposition de la Société des beaux-arts de Lille en 1866 : Les Moutons[4].
- Exposition de la Société des beaux-arts de Boulogne-sur-Mer en 1870[4].

### Collection muséale
- Musée Broel à Courtrai jusqu'à la fermeture de l'institution en 2014 : Âne, mouton et agneau format 25,5 × 32,5 cm et Moutons (1874), format 66 × 92 cm, don du gouvernement[4].